# معین‌الدین مرجایی
معین الدین مرجائی دکترا در الهیات متولد فروردین ۱۳۰۰ در اردبیل، از بنیانگذاران حزب مردم ایران و مؤسسان جبهه ملی دوم و صاحب امتیاز روزنامه ندای مردم ایران ارگان جمعیت آزادی مردم ایران و در ۷ بهمن ۱۳۹۴ در گذشت.

## تحصیلات
در سال ۱۳۲۴ جهت ادامه تحصیل در علوم حوزوی و فلسفه به مدرسه سپهسالار آمد و نزد محمود طالقانی، میرزا مهدی آشتیانی و در همان‌جا با محمد نخشب آشنا و جذب نهضت خداپرستان سوسیالیست گردید. او تحصیلات دانشگاهی خود را در رشته الهیات در دانشکده معقول و منقول تا مقطع دکترا ادامه داد.

## فعالیت‌های سیاسی
با پیوستن نهضت خداپرستان سوسیالیست به حزب ایران، مرجایی به فعالیت در حزب ایران پیوست و عضو این مجموعه گردید و بعد از جدا شدن اعضای نهضت از حزب ایران و تشکیل جمعیت آزادی مردم ایران و پس از آنحزب مردم ایران به این حزب پیوست. او امتیاز روزنامه مردم ایران را داشت که این روزنامه ارگان جمعیت آزادی مردم ایران بود و ۵۷ شماره از آن، زمان تأسیس تا ۲۶ مرداد ۱۳۳۲ منتشر شد. 
مرجائی پس از کودتای ۲۸ مرداد به نهضت مقاومت ملی پیوست و عضو کمیته بین الاحزاب بود مرجایی جزء اعضای هیئت مؤسس جبهه ملی دوم بوده و به همراه مهندس بازرگان از سوی مشترکان در کنگره جهت نوشتن منشور و بیانیه جبهه ملی دوم انتخاب شد.
وی در سال ۱۳۴۴ در جریان دستگیری‌های اعضای جاما (منشعب از حزب مردم ایران)به همراه حبیب‌الله پیمان، کاظم سامی و حسین راضی به زندان قزل قلعه می‌افتد و پس از چند مدت از زندان بیرون آمده و پس از ان به همراه حسین راضی به فعالیت‌های اجتماعی روی می‌آورد.
دکتر مرجایی در هفتم بهمن ماه۱۳۹۴ در تهران درگذشت.